# Melanohalea
Melanohalea is een geslacht van korstmossen dat behoort tot de orde Lecanorales van de ascomyceten. De typesoort is Melanohalea exasperata.

## Soorten
Volgens Index Fungorum bevat het geslacht 30 soorten (peildatum december 2021):
| Soortnaam                                    | Auteur(s)                                                                           | Publicatiejaar |
| -------------------------------------------- | ----------------------------------------------------------------------------------- | -------------- |
| Melanohalea austroamericana                  | Essl., Divakar, A. Crespo, S.D. Leav. & Lumbsch                                     | 2016           |
| Melanohalea beringiana                       | S.D. Leav., Essl., Divakar, A. Crespo & Lumbsch                                     | 2016           |
| Melanohalea clairii                          | S.D. Leav., Essl., Divakar, A. Crespo & Lumbsch                                     | 2016           |
| Melanohalea columbiana                       | S.D. Leav., Essl., Divakar, A. Crespo & Lumbsch                                     | 2016           |
| Melanohalea davidii                          | S.D. Leav., Essl., Divakar, A. Crespo & Lumbsch                                     | 2016           |
| Melanohalea elegantula (Sierlijk schildmos)  | (Zahlbr.) O. Blanco, A. Crespo, Divakar, Essl., D. Hawksw. & Lumbsch                | 2004           |
| Melanohalea exasperata (Papilleus schildmos) | (De Not.) O. Blanco, A. Crespo, Divakar, Essl., D. Hawksw. & Lumbsch                | 2004           |
| Melanohalea exasperatula (Lepelschildmos)    | (Nyl.) O. Blanco, A. Crespo, Divakar, Essl., D. Hawksw. & Lumbsch                   | 2004           |
| Melanohalea gomukhensis                      | (Divakar, Upreti & Elix) O. Blanco, A. Crespo, Divakar, Essl., D. Hawksw. & Lumbsch | 2004           |
| Melanohalea halei                            | (Ahti) O. Blanco, A. Crespo, Divakar, Essl., D. Hawksw. & Lumbsch                   | 2004           |
| Melanohalea inactiva                         | (P.M. Jørg.) O. Blanco, A. Crespo, Divakar, Essl., D. Hawksw. & Lumbsch             | 2004           |
| Melanohalea infumata                         | (Nyl.) O. Blanco, A. Crespo, Divakar, Essl., D. Hawksw. & Lumbsch                   | 2004           |
| Melanohalea laciniatula (Lobjesschildmos)    | (Flagey ex H. Olivier) O. Blanco, A. Crespo, Divakar, Essl., D. Hawksw. & Lumbsch   | 2004           |
| Melanohalea lobulata                         | F.G. Meng & H.Y. Wang                                                               | 2009           |
| Melanohalea mexicana                         | Essl. & R.-E. Pérez                                                                 | 2010           |
| Melanohalea multispora                       | (A. Schneid.) O. Blanco, A. Crespo, Divakar, Essl., D. Hawksw. & Lumbsch            | 2004           |
| Melanohalea nilgirica                        | Divakar & Upreti                                                                    | 2005           |
| Melanohalea olivacea                         | (L.) O. Blanco, A. Crespo, Divakar, Essl., D. Hawksw. & Lumbsch                     | 2004           |
| Melanohalea olivaceoides                     | (Krog) O. Blanco, A. Crespo, Divakar, Essl., D. Hawksw. & Lumbsch                   | 2004           |
| Melanohalea peruviana                        | Essl.                                                                               | 2012           |
| Melanohalea poeltii                          | (Essl.) O. Blanco, A. Crespo, Divakar, Essl., D. Hawksw. & Lumbsch                  | 2004           |
| Melanohalea septentrionalis                  | (Lynge) O. Blanco, A. Crespo, Divakar, Essl., D. Hawksw. & Lumbsch                  | 2004           |
| Melanohalea subelegantula                    | (Essl.) O. Blanco, A. Crespo, Divakar, Essl., D. Hawksw. & Lumbsch                  | 2004           |
| Melanohalea subexasperata                    | F.G. Meng & H.Y. Wang                                                               | 2010           |
| Melanohalea subolivacea                      | (Nyl. ex Hasse) O. Blanco, A. Crespo, Divakar, Essl., D. Hawksw. & Lumbsch          | 2004           |
| Melanohalea subverruculifera                 | (J.C. Wei & Y.M. Jiang) O. Blanco, A. Crespo, Divakar, Essl., D. Hawksw. & Lumbsch  | 2004           |
| Melanohalea tahltan                          | S.D. Leav., Essl., Divakar, A. Crespo & Lumbsch                                     | 2016           |
| Melanohalea trabeculata                      | (Ahti) O. Blanco, A. Crespo, Divakar, Essl., D. Hawksw. & Lumbsch                   | 2004           |
| Melanohalea ushuaiensis                      | (Zahlbr.) O. Blanco, A. Crespo, Divakar, Essl., D. Hawksw. & Lumbsch                | 2004           |
| Melanohalea zopheroa                         | (Essl.) O. Blanco, A. Crespo, Divakar, Essl., D. Hawksw. & Lumbsch                  | 2004           |